# Trenčianska Teplá (stacja kolejowa)
Trenčianska Teplá (słow. Železničná stanica Trenčianska Teplá) – stacja kolejowa w miejscowości Trenčianska Teplá, położona w kraju trenczyńskim, na Słowacji. Stacja znajduje się na linii kolejowej nr 120 Bratysława - Żylina oraz linii 124 Trenčianska Teplá – Lednické Rovne. Stacja była modernizowana w latach 2009−2013 wraz z linią kolejową nr 120 na odcinku Trenčianska Teplá - Ilava - Beluša. Operatorem stacji, tak jak całej infrastruktury kolejowej na Słowacji są Koleje Republiki Słowackiej.